# Suhi potok, Bistrica
Suhi potok je hudourniški potok, ki izvira na vzhodnem pobočju gore Škrlatica (2740 m) in se v bližini Aljaževega doma v Vratih izliva v potok Bistrica. Ta se po približno desetih kilometrih toka kot desni pritok izliva v Savo Dolinko.